# UTC-5
UTC−5 odgovara sljedećim vremenskim zonama:

## Kao standardno vrijeme cijelu godinu

### Eastern Standard Time
- Kanada - samo otok Southampton

### Karibi
- Haiti
- Jamajka
- Kajmanski Otoci (UK)

### Srednja i Južna Amerika
- Panama
- Kolumbija
- Ekvador (kopneni dio, bez Galapagosa)
- Peru

## Kao standardno vrijeme (sjeverna hemisfera - zimi)

### Karibi
- Bahami
- Kuba
- Otoci Turks i Caicos (UK)

### Eastern Standard Time
- Kanada
  - Nunavut (istočni), veći dio Ontarija i Quebeca
- SAD
  - Connecticut, Delaware, District of Columbia, Georgia, Maine, Maryland, Massachusetts, New Hampshire, New Jersey, New York, Sjeverna Karolina, Ohio, Pennsylvania, Rhode Island, South Carolina, Vermont, Virginia, Zapadna Virginia
  - veći dio Floride, Indiane, Michigana
  - istočni dijelovi Kentuckyja, Tennesseeja

## Kao ljetno vrijeme (sjeverna hemisfera - ljeti)

### Central Daylight Time
- Kanada
  - Manitoba, Nunavut (središnji), Ontario (zapadni)

- SAD
  - Alabama, Arkansas, Illinois, Iowa, Louisiana, Minnesota, Mississippi, Missouri, Oklahoma, Wisconsin
  - veći dio Kansasa, Nebraske, Sjeverne Dakote, Južne Dakote, Tennesseeja, Texasa
  - zapadni dijelovi Floride, Indiane, Kentuckyja, Michigana

- Meksiko
  - Središnji i istočni dijelovi (veći dio zemlje). Meksičko ljetno računanje vremena počinje nekoliko tjedana nakon američkog.